# Alex Davies-Jones
Alexandra Davies-Jones, née le 5 avril 1989 à Tonyrefail, est une femme politique du parti travailliste gallois. Elle est députée de Pontypridd depuis 2019, succédant à Owen Smith.

## Jeunesse et éducation
Davies est née à Church Village dans le sud du Pays de Galles, de Robert Austin Davies et Mary Davies. Elle est la fille d'un mineur, disant qu'elle a été « élevée sur les valeurs du socialisme ». Elle fréquente l'école primaire Tonyrefail, la Tonyrefail Comprehensive School et est diplômée de l'Université de Cardiff avec un diplôme conjoint en droit et en politique.

## Carrière
Davies-Jones est une représentante des jeunes pour le Parti travailliste, le Parti coopératif et le syndicat Unite the Union. Elle commence sa carrière comme assistante à la Chambre des communes et à l'Assemblée nationale du Pays de Galles. Elle travaille ensuite comme chargée de communication et de presse pour le Pays de Galles et les West Midlands au Royal Institution of Chartered Surveyors de 2013 à 2015. Elle est membre du Chartered Institute of Public Relations. Davies-Jones est également consultante en développement régional pour la Société de réforme électorale de 2010 à 2011.
Davies-Jones est élue conseillère du conseil communautaire de Tonyrefail en 2012, à l'âge de 23 ans, et du conseil de Rhondda Cynon Taf en 2017. Elle travaille pour l'organisation à but non lucratif Dwr Cymru Welsh Water comme directrice régionale de la communication, puis responsable de l'engagement communautaire de 2015 à 2019.
Elle conserve au Labour le siège de Pontypridd après qu'Owen Smith, en poste depuis 2010, ne se soit pas représenté, bien que la part des voix du Labour ait chuté de près de 11 points de pourcentage depuis l'élection précédente de 2017. Elle est la première femme députée à représenter sa circonscription depuis sa création en 1918.
Davies-Jones choisit de conserver ses fonctions de conseillère d'arrondissement de comté pour le quartier de Tonyrefail West et de conseillère communautaire pour Tonyrefail Community Council, en plus de son mandat de députée.

## Vie privée
Davies-Jones a deux beaux-fils, Blake et Kieran, et un fils, Sullivan, avec son mari, Andrew, qu'elle a épousé en 2014,. 